# Joe Russell Whitaker
Joseph Russell Whitaker auch in der Schreibvariante J. Russell Whitaker (* 30. Januar 1900 in Cynthiana, Harrison County, Kentucky; † 24. Februar 2000 in Nashville, Davidson County, Tennessee) war ein US-amerikanischer Geograph.

## Leben

### Familie und Ausbildung
Joe Russell Whitaker, Sohn des Walter Howard Whitaker und der Nancy Green Whitaker, Absolvent der Cynthiana High School, widmete sich seit 1918 dem Studium der Geographie und Naturwissenschaften am Berea College in Berea im US-Bundesstaat Kentucky. 1920 setzte er sein Studium an der University of Chicago fort, 1922 graduierte er zum Bachelor of Science. Danach studierte Joe Russell Whitaker an der University of Wisconsin–Madison, 1923 erwarb er den akademischen Grad eines Master of Science. Im Jahre 1930 wurde er an der University of Chicago zum Doctor of Philosophy promoviert.
Der methodistisch getaufte Joe Russell Whitaker vermählte sich am 21. Dezember 1922 mit Sarah Houk. Der Verbindung entstammten die Kinder Thomas Russell, Sarah Ann und Margaret Clare. Er verstarb im Februar 2000 wenige Wochen nach Vollendung seines 100. Lebensjahres in Nashville.

### Beruflicher Werdegang
Joe Russell Whitaker erhielt 1917 eine Anstellung als Teacher of Science am Berea College, die er bis 1919 innehatte. In den Jahren 1921 bis 1923 war Whitaker als Assistant in Geography an der University of Wisconsin-Madison tätig. 1924 wurde er zum Leiter des Departments of Geography am State Teachers College in Marquette im US-Bundesstaat Michigan bestellt. 1930 folgte Joe Russell Whitaker einem Ruf als Assistant Professor of Geography an die University of Wisconsin-Madison, 1937 wurde er zum Associate Professor ernannt. Im Jahre 1940 wechselte er als Professor of Geography sowie Leiter des gleichnamigen Departments an das Peabody College nach Nashville. 1939 wirkte er als Gastprofessor an den Sommerkursen der University of Minnesota. 
1935 führte ihn ein vom National Research Council gesponserter Forschungsauftrag nach Ontario. Whitaker war von 1939 bis 1953 Mitglied des National Research Council. Zusätzlich fungierte er als Berater für das United States Department of War und das State Department von 1942 bis 1944 sowie für die Militärregierung der Vereinigten Staaten für Deutschland im Jahre 1947. Er gehörte 1945 dem Educational Survey of South Carolina, 1946 jenem des US-Bundesstaates Idaho an. 1956 war er Mitglied des Editorial Advisory Boards der World Book Encyclopedia.
Der im Jahre 1955 mit dem Distinguished Service Award des National Councils for Geographic Education ausgezeichnete Whitaker war gewähltes Mitglied der Association of American Geographers, welche er 1953 präsidierte, des National Councils of Geography Teachers, dem er 1938 als Präsident vorstand, der Phi Beta Kappa, der Sigma Xi und der Pi Gamma Mu. Er trat insbesondere als Autor und Herausgeber von Büchern betreffend sein Fachgebiet hervor. 

## Publikationen
- The development of the tobacco industry in Kentucky : a geographical interpretation. M.S. University of Wisconsin--Madison 1923, 1923
- Negaunee, Michigan : an urban center dominated by iron mining. publisher not identified, Philadelphia, 1931
- zusammen mit R. H. Whitbeck, Loyal Durand: The working world; an economic geography. Cincinnati American Book Co., New York, 1937
- The life and death of the land. Peabody Press, Nashville, Tenn., 1946
- Geography in school and college; talks on values and problems. Bureau of Publications, George Peabody College for Teachers, Nashville, Tenn., 1948
- zusammen mit Ralph H. Brown: Historical geography of the United States. Harcourt, Brace, New York, 1948
- zusammen mit Edward A. Ackerman: American resources, their management and conservation.  Harcourt, Brace, New York, 1951
- Analects from an owls' roost : selections from the journals of Joe Russell Whitaker. J.R. Whitaker, Nashville, Tenn., 1994